# Marija Auersperg
Marija grofica Auersperg, zdravnica kirurginja onkologinja in univerzitetna profesorica,  * 14. julij 1937, Ljubljana
Marija Auersperg je mednarodno priznana zdravnica, onkologinja. Gimnazijo je obiskovala v Kamniku, kjer je leta 1955 tudi maturirala. Leta 1971 je postala doktorica znanosti s področja onkologije, bila je redna profesorica na Medicinski fakulteti v Ljubljani in mentorica številnih magistrandov in doktorandov. Za svoje delo je prejela več nagrad, med drugim leta 1998 tudi nagrado za življenjsko delo na Onkološkem inštitutu.
Je potomka ene najstarejših in najznamenitejših plemiških rodbin na Slovenskem in širše v Srednji Evropi –  Auerspergov, ki so v slovenskem prostoru poznani tudi kot Turjaški. Pripada eni od grofovskih vej te družine,ki je imela nekoč v lasti dvorec in posestvo Velika vas na Dolenjskem. Najbolj znana veja te družine je osem stoletij, do konca 2. svetovne vojne živela na gradu Turjaku, ena od vej pa je v 17. stoletju pridobila celo knežji naslov in v 18. še naslov kočevskih vojvod.
Nemci so ji ubili očeta, z materjo pa sta po vojni ostali na cesti. Čeprav svojega plemiškega porekla ni omenjala, so jo tudi na podlagi tega (v časih socializma) vzeli v službo na Onkološkem inštitutu. Poleg tega je treba omeniti, da je Marija Auersperg zadnja v Sloveniji živeča grofica iz Kranjske linije Auerspergov.
Med leti, ko je kot gimnazijka in študentka živela v Kamniku, se je aktivno ukvarjala s športom. Bila je članica Plavalnega kluba Kamnik, za katerega je v tistem času dosegala zavidljive rezultate. Plavala je v prostem slogu.

## Dela
Je avtorica 2 samostojnih publikacij, 11 poglavij v domačih in tujih knjigah, več kot 40 znanstvenih in strokovnih člankov, med njimi tudi:
- Problemi kemoterapije tumorjev glave in vratu (COBISS)